# ییژی واورا
ییژی واورا (چکی: Jiří Vávra؛ زادهٔ ۶ مارس ۱۹۷۵) بازیکن فوتبال اهل جمهوری چک بود.
از باشگاه‌هایی که در آن بازی کرده‌است می‌توان به باشگاه فوتبال ویکتوریا ژیژکوف، باشگاه فوتبال اسلاویا پراگ، باشگاه فوتبال دوکلا پراگ، باشگاه فوتبال مکابی حیفا، دوکلا پراگ، باشگاه فوتبال باومیت یابلونتس، و باشگاه فوتبال اسلوان لیبرتس اشاره کرد.
وی همچنین در تیم ملی فوتبال جمهوری چک بازی کرده‌است.